# Landtag Reuß jüngerer Linie (1910–1913)
Dieser Artikel behandelt den  Landtag Reuß jüngerer Linie 1910–1913.

## Landtag
Der Landtag Reuß jüngerer Linie wurde in zwei Kurien gewählt. Drei Mandate wurden durch die Höchstbesteuerten (HB) gewählt die anderen in allgemeinen Wahlen (AW) in Ein-Personen-Wahlkreisen bestimmt. Daneben bestand eine Virilstimme für den Inhaber des Reuß-Köstritzer Paragiums (RKP). Die Wahlen fanden am 28. November 1910 statt.
Als Abgeordnete wurden gewählt:
| Name                                 | Partei    | Wohnort          | Kurie | Wahlkreis | Anmerkung |
| ------------------------------------ | --------- | ---------------- | ----- | --------- | --- |
| Louis Franz Fiedler                  | SPD       | Gera-Bieblach    | AW    | 1         | Verstorben am 8. Mai 1911. Nachfolger: Fischer |
| Hermann Anton Fischer                | SPD       | Gera             | AW    | 1         | Ab dem 30. April 1912 für Fiedler |
| Alexander Anton Oskar Fröb           | NLP       | Lobenstein       | AW    | 11        | |
| Ludwig Walther Fürbringer            | NLP       | Gera             | HB    |           | Bis 13. August 1912. Nachfolger: Weisker |
| Heinrich Friedrich Edwin Hartenstein | NLP       | Schleiz          | AW    | 7         | |
| Heinrich XXXIX. von Reuß-Köstritz    |           | Köstritz         | RKP   |           | Ab dem 5. Dezember 1912. Der Eintritt in den Landtag führte zu Protesten, da der Prinz noch keine 25 Jahre alt war. Mit Entscheidung des Parlamentes vom 5. Dezember 1912 wurde das Mandat sanktioniert |
| Richard Oskar Kahnt                  | SPD       | Gera             | AW    | 5         | |
| Hermann Alfred Krämer                | FrVp      | Gera             | AW    | 12        | |
| Hermann Künzel                       |           | Hirschberg/Saale | AW    | 9         | |
| Wilhelm Leven                        | SPD       | Gera             | AW    | 4         | |
| Arno Luboldt                         | NLP       | Untermhaus       | HB    |           | |
| Franz Robert Martius                 |           | Klettigshammer   | AW    | 10        | |
| Kurt Müller                          |           | Tanna            | AW    | 8         | |
| Reinhold Otto Müller                 |           | Triebes          | AW    | 6         | |
| Heinrich Friedrich Otto Rohmann      | SPD       | Gera             | AW    | 2         | |
| Emil Richard Vetterlein              | SPD       | Gera             | AW    | 3         | |
| Hermann Ernst Alfred Weber           | kons./NLP | Gera             | HB    |           | |
| Clemens Heman Weisker                | NLP       | Untermhaus       | HB    |           | Ab 5. Dezember 1912 für Fürbringer |

Unter dem Alterspräsidenten Walther Fürbringer wählte der Landtag Walther Fürbringer als Landtagspräsidenten (ab dem 5. Dezember 1912 war dies Oskar Fröb). Als Vizepräsident wurde Oskar Fröb gewählt (ab dem 5. Dezember 1912 war dies Hermann Weber). Schriftführer war Alfred Krämer. Stellvertretender Schriftführer war Wilhelm Leven.
Der Landtag trat vom 29. Januar 1911 bis zum 20. Juni 1913 in 78 öffentlichen Plenarsitzungen in zwei  Sitzungsperioden zusammen. Der Landtagsabschied datiert vom 20. Dezember 1913.
Für die Zeit zwischen den Sitzungsperioden wurde ein Landtagsausschuss gewählt. Dieser bestand aus:
| Landesteil                      | Mitglied           | Stellvertreter | Von-Bis              |
| ------------------------------- | ------------------ | -------------- | -------------------- |
| Landesteil Gera                 | Walther Fürbringer | Hermann Weber  | bis 5. Dezember 1912 |
| Landesteil Gera                 | Hermann Weber      | Arno Luboldt   | ab 5. Dezember 1912  |
| Landesteil Schleiz              | Edwin Hartenstein  | Hermann Künzel |                      |
| Landesteil Lobenstein-Ebersdorf | Oskar Fröb         | Alfred Krämer  |                      |